# Skärvingen, Småland
Skärvingen är en sjö i Nässjö kommun i Småland och ingår i Emåns huvudavrinningsområde. Sjön har en area på 0,558 kvadratkilometer och ligger 221,1 meter över havet.

## Delavrinningsområde
Skärvingen ingår i det delavrinningsområde (638381-144361) som SMHI kallar för Vid mätstation Skärsboda. Medelhöjden är 226 meter över havet och ytan är 3,85 kvadratkilometer. Räknas de 16 delavrinningsområdena uppströms in blir den ackumulerade arean 159,43 kvadratkilometer. Delavrinningsområdets utflöde Emån mynnar i havet. Delavrinningsområdet består mestadels av skog (58 %), öppen mark (11 %) och jordbruk (14 %). Avrinningsområdet har 0,56 kvadratkilometer vattenytor vilket ger det en sjöprocent på 14,5 %.